# Albatros Airlines
Albatros Airlines by Nella (ehemals Albatros Airlines, zuvor Alianza Glancelot, CA) ist eine 2010 gegründete Fluggesellschaft mit Sitz in Caracas, Venezuela und Basis am Flughafen Caracas.
Im Juli 2021 wurde Albatros Airlines von der brasilianischen Start-Up-Fluggesellschaft Nella Linhas Aéreas übernommen.

## Flotte
Die Flotte besteht mit Stand April 2025 aus zwei Flugzeugen mit einem Durchschnittsalter von 35,1 Jahren.
| Flugzeugtyp              | aktiv | bestellt | Anmerkungen | Sitzplätze | Durchschnittsalter |
| ------------------------ | ----- | -------- | ----------- | ---------- | ------------------ |
| Embraer EMB-120 Brasilia | 1     |          | inaktiv     | 30         | 35,6 Jahre         |
| McDonnell Douglas MD-82  | 1     |          |             |            | 34,7 Jahre         |
| Gesamt                   | 2     | -        |             |            | 35,1 Jahre         |

### Ehemalige Flugzeugtypen
- Airbus A320-200
- Boeing 737-500